# Władysław Bohosiewicz
Władysław Bohosiewicz (ur. 9 sierpnia 1905 w Czortkowie w powiecie tarnopolskim, obecnie Ukraina, zm. 22 grudnia 2001 w Katowicach) – polski inżynier elektryk.
Jego ojciec Andrzej był inżynierem mechanikiem, pracownikiem kolejowym. W 1921 roku rodzina zamieszkała we Lwowie.
Maturę zdał w 1925 r. we Lwowie. W latach 1925–1935 studiował (z przerwą na leczenie) na Oddziale Elektrycznym Wydziału Mechanicznego Politechniki Lwowskiej. Stopień inżyniera elektryka, po wykonaniu u prof. Kazimierza Idaszewskiego pracy klauzurowej Obliczenie motoru bocznikowego, uzyskał 16 grudnia 1935 r.
Pracę zawodową rozpoczął 1 czerwca 1935 r. na Politechnice Lwowskiej jako asystent w Katedrze Pomiarów Elektrotechnicznych i Laboratorium Elektrotechnicznym prowadzonym przez prof. Włodzimierza Krukowskiego. Ówczesny dyrektor techniczny Śląskich Zakładów Elektrycznych SA z Elektrownią Chorzów Ślązel w Katowicach – prof. Roman Podolski zwrócił się do prof. Krukowskiego o skierowanie do „Ślązelu" kandydata do pracy w dziale liczników. Wybór padł na wyróżniającego się asystenta – Bohosiewicza. W końcu 1936 r. został on zaangażowany do pracy w Oddziale Liczników „Ślązelu". W 1938 r. został kierownikiem tego Oddziału. 02 września 1939 r. personel kierowniczy zakładów ewakuował się do Krakowa i Lublina. Po rozwiązaniu konwoju Bohosiewicz pracował w okresie okupacji niemieckiej w Dynowie w woj. rzeszowskim, a następnie we Lwowie, gdzie prowadził biuro techniczne.
W styczniu 1945 r. wraz z grupą operacyjną elektryków, kierowaną przez inż. Józefa Michejdę, powrócił do Katowic. Aktywnie uczestniczył w przywracaniu zasilania regionu w energię oraz w zabezpieczaniu mienia firm elektrotechnicznych. W latach 1946–1949 pełnił funkcję dyrektora Ślązelu, a następnie Elgóru Gliwice. W końcu 1949 r. po likwidacji obu tych zakładów rozpoczął pracę na kierowniczym stanowisku w Zakładach Energetycznych Okręgu Południowego w Katowicach. W latach 1951–1958 był dyrektorem Zakładu Zbytu Energii w Katowicach, a następnie do 1962 r. zastępcą dyrektora tego przedsiębiorstwa d\s obsługi technicznej odbiorców. W 1962 r. zorganizował od podstaw Okręgowy Inspektorat Gospodarki Paliwowo–Energetycznej w Katowicach i pełnił w nim funkcję dyrektora do czasu przejścia na emeryturę w 1972 r.
Po przejściu na emeryturę nadal pracował jako specjalista d\s elektroenergetycznych w Biurze Projektów Miastoprojekt w Katowicach i dopiero w 1982 r. zakończył swoją czterdziestosiedmioletnią pracę zawodową i ograniczył się do pracy społecznej w Oddziale Zagłębia Węglowego SEP w Katowicach, którego członkiem był od 1936 r., pełniąc w nim wiele kierowniczych funkcji. Był m.in. wiceprezesem oraz organizatorem i kierownikiem Poradni Energetycznej, przewodniczącym Komisji Egzaminacyjnej. 
Miał dwóch synów, którzy zostali wychowankami śląskich uczelni podjęli prace na Śląsku. Za długoletnią pracę zawodową i działalność społeczną otrzymał wiele odznaczeń państwowych i stowarzyszeniowych. W 1989 r. otrzymał godność Zasłużonego Seniora SEP.